# Schweinfurter Grün
Schweinfurter Grün (auch Pariser Grün, Patentgrün oder Mitisgrün) oder Kupfer(II)-arsenitacetat ist ein Doppelsalz, das Kupfer, Arsen und das Anion der Essigsäure enthält. Die chemische Formel wird mit Cu(CH3COO)2 · 3 Cu(AsO2)2 angegeben.
Schweinfurter Grün fand im 19. Jahrhundert als Malerfarbe Verwendung. Es wurde wegen seiner Farbintensität und Lichtechtheit geschätzt, allerdings war seine Giftigkeit schon früh bekannt. In der zweiten Hälfte des 19. Jahrhunderts bis etwa zur Mitte des 20. Jahrhunderts wurde es als eines der ersten Pflanzenschutzmittel eingesetzt.

## Geschichte

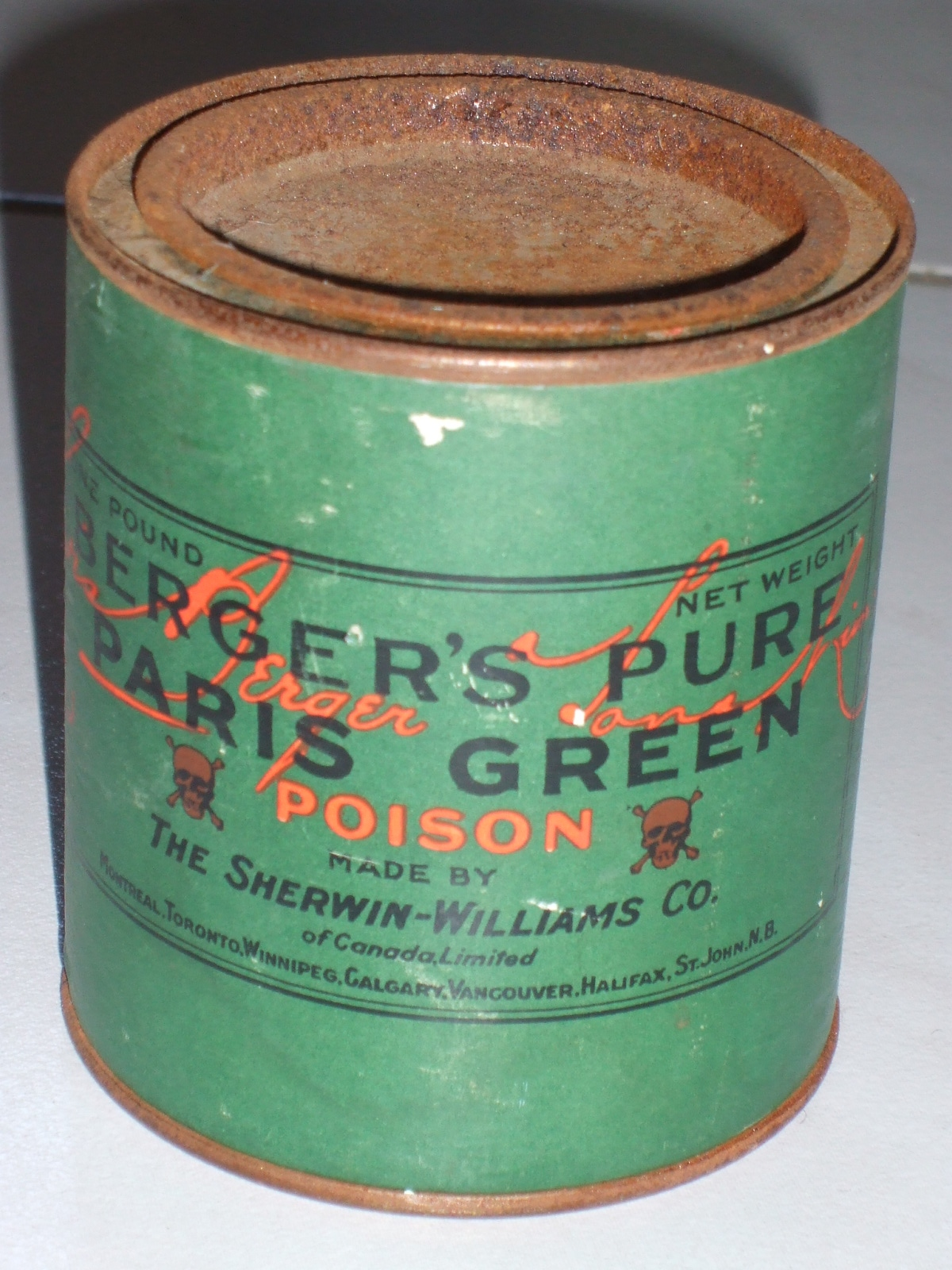
Eine Dose Schweinfurter-Grün-Pigment

Im Jahr 1805 entdeckte der österreichische Techniker Ignaz von Mitis ein Fällungsprodukt, das nach ihm Mitisgrün genannt wurde. Erstmals hergestellt wurde dieses Pigment um 1805 in Kirchberg am Wechsel, weshalb es auch Kirchberger Grün genannt wurde. Die erste industrielle Fertigung von Mitisgrün fand im unterfränkischen Schweinfurt durch den Industriellen Wilhelm Sattler statt, das Produkt wurde nach diesem Fabrikationsort benannt. 1814 wurde die Produktion nach Schonungen im Landkreis Schweinfurt verlegt. Das Pigment kam unter einer Vielzahl von Namen in den Handel, etwa 80 sind bekannt. 1822 legte Justus von Liebig, der Sohn eines Drogisten und Farbenhändlers, die chemischen Verfahren zur Bereitung der Farben offen, die bis dahin „das unpatentisirte Monopol weniger Fabriken“ waren und als Betriebsgeheimnis behandelt wurden.
Im März 1839 warnte die Regierung von Unterfranken und Aschaffenburg vor dem Gebrauch von Zimmeranstrichen und Tapeten, „welche mit einem, arseniksaures Kupfer enthaltenden Pigmente, dem sogenannten Scheeleschen oder Schweinfurter Grün tingirt sind“, da solche „nach unzweifelhaften Erfahrungen“ den Bewohnern schädlich werden könnten. Den Nachweis der giftigen Wirkung von mit Schweinfurter Grün bedruckten Tapeten veröffentlichte erstmals der Merseburger Arzt Carl von Basedow im Jahr 1844. Er zeigte, dass ein bestimmter Pilz (Penicillium brevicaule) aus leimgebundenem Schweinfurter Grün organische Arsenverbindungen freisetzt, die über die Atemluft zu Vergiftungen führen. Lange Zeit wurde über die Todesursache von Napoleon Bonaparte spekuliert, die in einer Arsenvergiftung aus der Tapetenfarbe ihre Begründung finden könnte. Dies wurde jedoch 2008 durch eine italienische Forschergruppe in Frage gestellt, die durch Haaranalysen zu dem Ergebnis kam, dass in allen betrachteten Lebensphasen ähnlich hohe Gehalte des giftigen Halbmetalls im Körper vorhanden waren und somit keine (zumindest absichtliche) Vergiftung vorliegt.
1882 wurde Schweinfurter Grün als Farbstoff im Deutschen Reich verboten, seit 1887 gelten Verbote für die Verarbeitung in wässerigen Bindemitteln und in Pastell. Danach wurde es noch als Insektizid und als Schiffsanstrich verwendet. Im 19. Jahrhundert kam Schweinfurter Grün auch bei Büchern zum Einsatz und kann sich unter anderem auf Einbänden, Buchschnitten, Titelschildern sowie in Druck- oder Handkolorierungen von Illustrationen finden. Die Kommission Bestandserhaltung des Deutschen Bibliotheksverbands erstellte eine Handreichung zu arsenhaltigen Pigmenten. Danach können nicht nur grüne Farbtöne betroffen sein, sondern auch weitere Farben, weshalb die Einschätzung von Fachleuten vorgenommen werden sollte. Ab Februar 2024 sperrten mehrere Bibliotheken ihre Bestände aus dem 19. Jahrhundert, um sie auf Arsenbelastung zu überprüfen.

## Herstellung
Schweinfurter Grün im engeren Sinne wird durch Zusammengießen siedender Lösungen von kristallisiertem Kupferacetat (Grünspan) und Arsen(III)-oxid hergestellt. Hierbei entsteht zunächst ein schmutzig grüner, flockiger Niederschlag, der sich durch zwei- bis dreitägiges Stehen in mikroskopisch kleine, glänzende, grüne Kristalle verwandelt, die dann ausgepresst und getrocknet werden. Um einen Farbstoff mit höherer Deckkraft zu erhalten, lässt man die gemischten Flüssigkeiten noch kurze Zeit weiter sieden. Danach scheidet sich der Farbstoff schnell als feines Pulver ab. Es ist für Öl- und Lackfarben besser geeignet, besitzt aber nicht das „Feuer“ der größeren Kristalle.
{\displaystyle {\ce {4 CuO + 3 As2O3 + 2 CH3COOH -> 3 Cu(AsO2)2 * Cu(CH3COO)2 + H2O}}}
Schweinfurter Grün wurde oft mit Gips, Schwerspat, Blei(II)-sulfat oder Chromgelb gemischt.
Der Name „Schweinfurter Grün“ wurde auch als eine Sammelbezeichnung für alle Grünfarben gebraucht, die als wesentliche Bestandteile Kupfer und Arsenik enthielten. Sie kamen unter einer Vielzahl von Bezeichnungen wie Kaisergrün, Pariser-, Wiener-, Kasseler-, Neuwieder-, Mitis-, Berggrün und Scheelesches Grün in den Handel und unterschieden sich durch ihre Tönungen und die lebhaftere oder mattere Farbe.

## Nachweis
Um schnell festzustellen, ob eine grüne Farbe Schweinfurtergrün ist, empfiehlt Merck’s Warenlexikon von 1884, sie in Ammoniak zu lösen. Enthält die Farbe Kupfer, färbt sich die entstehende Lösung bläulich. Diese Lösung wird auf Papier getropft. Falls nach dem Verdunsten des Ammoniaks ein hellblauer bis blaugrünlicher Rückstand zurückbleibt, liegt nur eine Kupferfarbe ohne Arsenik vor. Wenn Arsenik enthalten ist, hat der Rückstand eine schmutzig gelbgrüne Farbe.
Übergießt man etwas Schweinfurter Grün mit Salzsäure, löst es sich mit gelber Farbe. Wenn diese Lösung zusammen mit einem blanken Kupferblech in einer verschlossenen Flasche aufbewahrt wird, ist das Blech nach einiger Zeit mit einer schwarzen Kruste von Arsen und Arsenkupfer bedeckt.

## Verwendung in der bildenden Kunst
Das Pigment wurde kurz nach seiner industriellen Einführung für die Malerei entdeckt und von etlichen Firmen in Europa hergestellt. Die Strahlkraft und der Farbton von Schweinfurter Grün sind einmalig und das Pigment wurde von vielen Impressionisten und Post-Impressionisten verwendet, beispielsweise Claude Monet, Édouard Manet, Vincent van Gogh und Paul Gauguin.

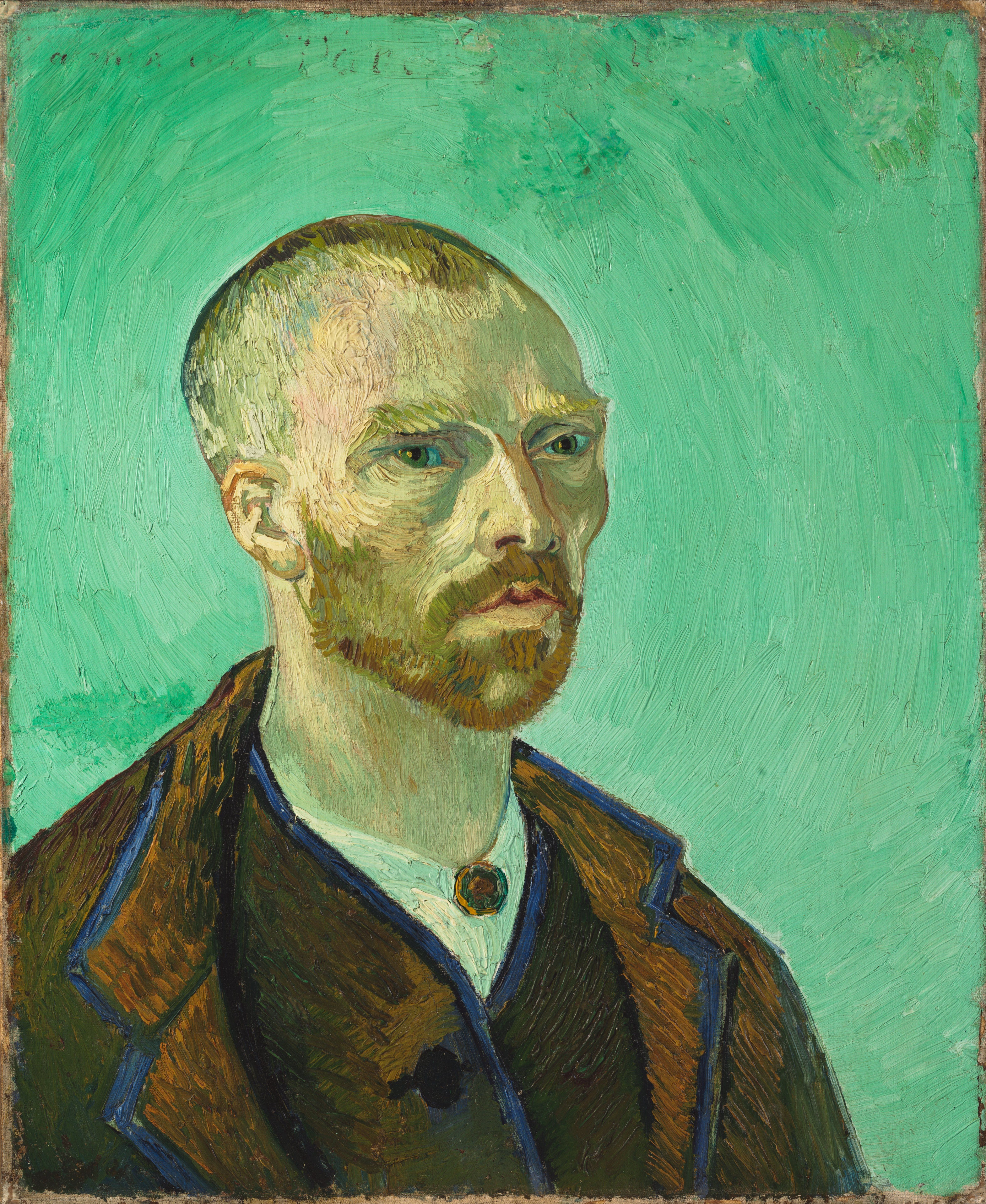
Vincent van Gogh, Selbstporträt, Paul Gauguin gewidmet, 1888, Fogg Museum, Cambridge MA. Der Hintergrund ist in Schweinfurter Grün gemalt.

## Verwendung als Pflanzenschutzmittel
In den USA ließ sich 1868 ein J. P. Wilson die Mischung von einem Teil Paris Green mit zwei Teilen Mineralöl für die Anwendung gegen den Kartoffelkäfer patentieren. Schweinfurter Grün wurde auch in anderen Insektizid-Rezepturen, beispielsweise vermischt mit Holzasche, verwendet. Es war das erste chemische Insektizid, das in großem Umfang angewendet wurde. Mitte der 1890er Jahre wurden in den USA bereits 2.000 Tonnen jährlich verkauft. Um diese Zeit versuchte man dort, Schweinfurter Grün gegen den Schwammspinner einzusetzen, wofür es jedoch ungeeignet war. Bei der Suche nach einem geeigneten Insektizid stellte sich Bleiarsenat als wirksamer heraus. Da es weniger Verbrennungsschäden auf den Blättern hinterließ und dort länger haften blieb, setzte sich Bleiarsenat in den USA als meistverwendetes Insektizid durch.
In Deutschland begannen 1905 Versuche mit Schweinfurter Grün und anderen Arsenverbindungen für die Anwendung als Insektizid im Wein- und Obstbau. Erst nachdem Arsen 1920 in die erste Pflanzenschutzmittelliste der Biologischen Reichsanstalt aufgenommen worden war, begann man Schweinfurter Grün als Pflanzenschutzmittel einzusetzen. Im Jahr 1936 waren in Deutschland die Kupferarsenitacetat-Präparate Uraniagrün, Elafrosin, Franconiagrün, Saxoniagrün, Silesiagrün und St. Urbansgrün für die Verwendung im Weinbau zugelassen. Der Einsatz richtete sich vor allem gegen Heu- und Sauerwurm, die Larven des Traubenwicklers. Um den Wirkstoff auszubringen, löste man 150–200 g Kupferarsenitacetat in 100 Litern Kupferkalkbrühe.
Während die Arsenrückstände im Wein gering waren, enthielt der von den Winzern als Haustrunk für den Eigenbedarf hergestellte Tresterwein zwischen 2 und 8,9 mg Arsen/Liter. Über längere Zeit getrunken konnte er zu einer chronischen Arsenvergiftung führen. Davon waren zwischen 1925 und 1934 etwa 100 Winzer am Kaiserstuhl und zwischen 1938 und 1942 etwa 1.000 Winzer an der Mosel betroffen. In Deutschland wurde die Verwendung von arsenhaltigen Mitteln im Weinbau durch ein Gesetz vom November 1942 verboten.
In der Schweiz wurde Schweinfurter Grün als Vert de Schweinfurt 1914 für den Einsatz im Weinbau angeboten. Es hat dort allerdings keine große Bedeutung erlangt, weil mit Bleiarsenat eine Alternative zur Verfügung stand.